# Mary Higgins Clark
Mary Higgins Clark, nom amb què es coneixia Mary Theresa Eleanor Higgins (Bronx, Nova York, 24 de desembre de 1927 – Naples, Florida, 31 de gener de 2020), fou una escriptora estatunidenca, especialitzada en novel·les d'intriga generalment incloses en les llistes de llibres més llegits. Era coneguda com la "reina del suspens", tot i que també va escriure diverses col·leccions de relats, una novel·la històrica i dos llibres juvenils. Va rebre diversos premis i guardons per la seva obra, com la designació de Gran Mestra per part de l'Associació d'Escriptors de Suspens dels Estats Units o el Grand Prix de Literatura Policial, que se li va concedir el 1980; també va ser nomenada Cavaller de l'Orde de les Arts i les Lletres. Moltes de les seves novel·les van ser adaptades al cinema i a la televisió.

## Biografia
Mary Higgins va demostrar interès per l'escriptura des de molt petita, i als sis anys va escriure el seu primer poema. El seu pare, Luke, un immigrant irlandès que havia regentat un pub abans de la Gran Depressió, va morir quan ella tenia només onze anys, i va deixar la mare de Mary, Nora, amb tres criatures; uns anys més tard va perdre també el seu germà gran. Després de graduar-se a l'escola secundària, Mary Higgins, que era la segona de tres fills, va treballar com a secretària per ajudar a mantenir la família. Després, va treballar un any com a auxiliar de vol amb Pan Am abans de casar-se amb un veí, Warren Clark, que era nou anys més gran que ella. Un cop casada, va assistir a cursos d'escriptura a la Universitat de Nova York i va començar a escriure contes. El seu marit va morir el 1964, i es va trobar sola amb cinc fills. Va treballar escrivint guions de ràdio de quatre minuts, i el 1968 va publicar la seva primera novel·la, Aspire to the Heavens. La seva primera novel·la de suspens, Where Are The Children?, es va publicar el 1975 i va ser un èxit de vendes instantani. A més d'escriure, va tornar a estudiar i va obtenir el títol de Filosofia de la Universitat de Fordham, l'any 1979. A partir de llavors, Clark va escriure més de dues dotzenes de novel·les de suspens de les quals s'han venut més de 80 milions de còpies només als Estats Units, i algunes de les quals han estat portades al cinema. Clark es va tornar a casar i vivia a Nova Jersey i Manhattan.

## Obres

### Ficció
| - Aspire to the Heavens (1968), reeditat el 2002 amb el títol Mount Vernon Love Story - Where Are The Children? (1975) - A Stranger is Watching (1977) - The Cradle Will Fall (1980) - A Cry in the Night (1982) - Stillwatch (1984) - Weep No More, My Lady (1987) - While My Pretty One Sleeps (1989) - The Anastasia Syndrome and Other Stories (1989) - Loves Music, Loves to Dance (1991) - All Around the Town (1992) - I'll Be Seeing You (1993) - Death on the Cape and Other Stories (1993) - Remember Me (1994) - The Lottery Winner and Other Stories - Let Me Call You Sweetheart - Silent Night (1995) - Moonlight Becomes You (1996) - My Gal Sunday: Henry and Sunday Stories (1996) - Pretend You Don't See Her (1997) (Records d'una altra vida. Trad. Rosa Borràs. Barcelona, Edicions 62, 2010) - You Belong to Me (1998) - All Through The Night (1998) - We'll Meet Again (1999) - Before I Say Good-Bye (2000) (L'últim adéu. Trad. Aurora Ballester Gasso. Barcelona, Edicions Proa, 2001) - Deck the Halls (2000) (Última oportunitat. Barcelona, Edicions Proa, 2002) - On The Street Where You Live (2001) (Retorn al passat. Trad. Montserrat Vancells Flotats. Barcelona, Edicions Proa, 2002) - He Sees You When You're Sleeping (2001) - Daddy's Little Girl (2002) (El secret de la nit. Trad. Victoria Alsina Keith. Barcelona, Edicions Proa, 2003) - The Second Time Around (2003) - Nighttime Is My Time (2004) | - The Christmas Thief (2004) - No Place Like Home (2005) (Enlloc com a casa. Trad. Mar Albacar. Barcelona, Edicions 62, 2006) - Two Little Girls in Blue (2006) (Bessones vestides de blau. Trad. Anna Mauri, Concepció Iribarren i Lluís Delgado. Barcelona, Edicions 62, 2009) - Santa Cruise (2006) - Ghost Ship: A Cape Cod Story (2007) - I Heard That Song Before (2007) (Em sona aquesta cançó. Trad. Rosa Borràs. Barcelona, Edicions 62, 2008) - Where Are You Now? (2008) (On t’amagues?. Trad. Rosa Borràs. Barcelona, Edicions 62, 2009) - Dashing Through the Snow (2008) - Just Take My Heart (2009) - The Shadow of Your Smile (2010) (L'ombra del teu somriure. Trad. Rosa Borràs. Barcelona, Edicions 62, 2011) - I'll Walk Alone (2011) (Caminaré sola. Trad. Rosa Borràs i Imma Estany. Barcelona, Edicions 62, 2011) - The Magical Christmas Horse (2011) - The Lost Years (2012) (Els anys perduts. Trad. Anna Turró. Barcelona, Edicions 62, 2013) - Daddy's Gone A Hunting (2013) (Por de la veritat. Trad. Anna Puente Llucià i Carles Andreu Saburit. Barcelona, Edicions 62, 2014) - I've Got You Under My Skin (2014) (Assassinat en directe. Trad. Esther Roig Giménez. Barcelona, Edicions 62, 2015) - The Cinderella Murder (2014) - The Melody Lingers On (2015) (Frau al descobert. Trad. Esther Roig. Barcelona, Edicions 62, 2016) - All Dressed in White (2015) - As Time Goes By (2016) (Llegat mortal. Trad. Esther Roig. Barcelona, Edicions 62, 2017) - Death Wears a Beauty Mask and Other Stories (2016) - All By Myself, Alone (2017) (Mai més sola. Trad. Núria Parés Sellarés. Barcelona, Edicions 62, 2019) - I've Got My Eyes on You (2018) (T'estic vigilant. Trad. Núria Parés Sellarés. Barcelona, Edicions 62, 2018) - Kiss the Girls and Make Them Cry (2019) |

### No ficció
- Kitchen Privileges, A Memoir (2001)